# Grundaffekter
Människans grundaffekter, också kallade basaffekter, grundemotioner eller grundläggande känslor, är känslor som i någon mening är mer basala och grundläggande än andra, sekundära eller komplexa känslor. Teorin att det finns sådana grundkänslor är emellertid omtvistad. Bland de psykologer som menar att det finns grundkänslor finns heller ingen enighet om exakt vilka känslor som är grundkänslor, men de flesta listar cirka fem till tio grundkänslor. Den amerikanska psykologen Silvan S. Tomkins med flera emotionspsykologer utgår från ansiktsuttryck i sina studier av grundkänslorna. Till exempel har Paul Ekman studerat känslouttryck bland människor från olika delar av världen (även isolerade naturfolk) och bland små barn. Moderna studier har också till exempel med magnetisk resonanstomografi ("magnetkamera") funnit att det finns unika aktiveringsmönster i hjärnan associerade med vissa grundkänslor, vilket stödjer att de verkligen är grundkänslor.

## Typer av grundaffekter
Tomkins listar nio stycken grundaffekter, fördelade över tre grupper:

### Positiva affekter
- Glädje
- Intresse

### Neutrala affekter
- Förvåning

### Negativa affekter
- Avsmak
- Avsky
- Ilska
- Sorg
- Rädsla
- Skam